# Focus (film)
 For alternative betydninger, se Focus. (Se også artikler, som begynder med Focus)
Focus er en amerikansk dramakomedie fra 2015. Filmen er skrevet og instrueret af Glenn Ficarra og John Requa, og har Will Smith og Margot Robbie i hovedrollerne.

## Handling
Nicky Spurgeon er en fantastisk professionel svindler som tager en amatørsvindler, Jess, under sine vinger. De får følelser for hinanden, men finder hurtig ud af at bedrag og kærlighed ikke går så særligt godt sammen, især ikke når Nicky er en professionel løgner og svindler til at begynde med. De slår op, bare for at møde hinanden igen tre år senere. Og ting forvikler sig nok en gang.

## Medvirkende
- Will Smith som Nicky
- Margot Robbie som Jess
- Adrian Martinez som Farhad
- Gerald McRaney som Owens
- Rodrigo Santoro som Garriga
- BD Wong som Liyuan
- Brennan Brown som Horst
- Robert Taylor som McEwen
- Dotan Bonen som Gordon
- Griff Furst som Gareth
- Stephanie Honoré som Janice
- David Stanford som Drunken Stranger
- Dominic Fumusa som Jared